# Sparta (musikgrupp)
Sparta var ett amerikanskt rockband bildat 2001 i El Paso, Texas av Paul Hinojos och Tony Hajjar. 

## Biografi
Huvudartiklar: At the Drive-In, The Mars Volta
Både Paul Hinojos och Tony Hajjar spelade i post-hardcorebandet At the Drive-In på 1990-talet som sedan splittrades i början av 2000-talet. De splittrades i Nederländerna av okänd orsak. Enligt Cedric Bixler-Zavala (sångare i At the Drive-In) berodde det på de kreativa skillnaderna i bandet, men även hans och Omar Rodriguez-Lopez (gitarrist) drogvanor kan ha bidragit till det.
Paul Hinojos och Tony Hajjar startade då projektet Sparta och frågade Jim Ward (också från At the Drive-In) om han ville vara med. Jim Ward tackade ja som sångare samt gitarrist och bandet skrev redan första veckan nio låtar. De övriga från At the Drive-In (Rodriguez-Lopez och Bixler-Zavala) bildade det progressiva rockbandet The Mars Volta. 
Sparta spelade precis som At the Drive-In, post-hardcore, och en form av snabb, manisk punk. Namnet Sparta tog de från den gammelgrekiska statstaten "Sparta" då bandet precis som At the Drive-In var inspirerat av trojanska kriget.

## Medlemmar
Nuvarande medlemmar
- Jim Ward (f. James David Ward 19 september 1976 i El Paso, Texas) – sång, gitarr (2001–2008, 2011–2013, 2017–)
- Matt Miller – basgitarr, bakgrundssång (2001–2008, 2011–2013, 2017–)
- Gabriel Gonzalez – keyboard, gitarr (2003, 2017–)
- Cully Symington – trummor (2017–)

Tidigare medlemmar
- Paul Hinojos - gitarr (2001–2005)
- Adam Amparan – gitarr
- Erick Sanger – basgitarr (2001)
- Tony Hajjar (f. 17 augusti 1974 i Beirut, Libanon) – trummor (2001–2008, 2011–2013)
- Keeley Davis (f. 4 januari 1976 i Richmond, Virginia) – sologitarr (2005–2008, 2001–2013)

## Diskografi
Studioalbum
- Wiretap Scars (2002)
- Porcelain (2004)
- Threes (2006)

Livealbum
- Live at La Zona Rosa 3.19.04 (2004)

EP
- Austere (2002)

Singlar
- "Cut Your Ribbon" (2002)
- "Air" (2003)
- "Breaking the Broken" (2004)
- "Taking Back Control" (2006)
- "Erase It Again" (2007)